# Al-Mudhàffar Sulayman
Al-Màlik al-Mudhàffar Sulayman ibn Taqí-d-Din ibn Xahanxah ibn Ayyub as-Sufí (mort el 1191) fou un príncep aiúbida, fill d'al-Mansur Muhàmmad ibn Taqí-d-Din Umar, emir del Iemen del 1214 al 1215 i d'Hama del 1229 al 1244.
Poc després de la mort d'an-Nàssir Ayyub (24 de maig de 1214), la seva mare que estava a Habb, després d'incitar la mort del visir Badr-ad-Din, va anar cap a Taizz; suposadament alarmada per diversos atacs de les tribus àrabs, va convidar a assolir el poder com emir a un príncep aiúbida, al-Mudhàffar Sulayman que estava fent el pelegrinatge a la Meca, i que va acceptar. Es va presentar a Taizz i fou reconegut per les guarnicions kurdes del país. Però no fou un bon emir i es va dedicar principalment als plaers i la beguda i mentre l'imam Abd-Al·lah es va apoderar de Sanà, Dhimar i Kawkaban.
Al-Àdil I va enviar al Iemen al seu net al-Massud Yússuf; un enviat d'aquest es va presentar a Sulayman al que va oferir el govern de les terres altes a condició de reconèixer a al-Massud les planes. Però un dels governadors aiúbides, Badr-ad-Din Hàssan ar-Rassul, va convèncer al-Massud d'anar a Taizz i de forçar els soldats i servidors de Sulayman a abandonar el servei d'aquest. Així ho va fer i, abandonat per tots, Sulayman es va rendir. El 10 de juny de 1215 al-Massud va entrar a la fortalesa de Taizz.
Sulayman fou enviat a Egipte. El 1221 el tron d'Hamat fou usurpat pel seu germà an-Nàssir Kilij Arslan ibn Taqí-d-Din, però finalment va poder ocupar el poder a Hamat el 1229/1230 i el va conservar fins a la seva mort el 1244/1245. El va succeir el seu fill al-Mansur Taqí-d-Din Mahmud ibn al-Mudhàffar.

## Font
- Ali ben al-Hasan al-Khazradji, The pearls-strings: a history of the Resuliyy dinasty of Yemen, traducció de Sir James W. Redhouse, Leyden i Londres, 1906